# Maux (Nièvre)
Maux és un municipi francès, situat al departament del Nièvre i a la regió de Borgonya - Franc Comtat. L'any 2007 tenia 141 habitants.

## Demografia

### Població
El 2007 la població de fet de Maux era de 141 persones. Hi havia 62 famílies, de les quals 20 eren unipersonals (12 homes vivint sols i 8 dones vivint soles), 21 parelles sense fills, 17 parelles amb fills i 4 famílies monoparentals amb fills.
La població ha evolucionat segons el següent gràfic:
Habitants censats

### Habitatges
El 2007 hi havia 137 habitatges, 68 eren l'habitatge principal de la família, 63 eren segones residències i 5 estaven desocupats. Tots els 137 habitatges eren cases. Dels 68 habitatges principals, 52 estaven ocupats pels seus propietaris, 11 estaven llogats i ocupats pels llogaters i 5 estaven cedits a títol gratuït; 7 tenien dues cambres, 17 en tenien tres, 24 en tenien quatre i 21 en tenien cinc o més. 40 habitatges disposaven pel capbaix d'una plaça de pàrquing. A 30 habitatges hi havia un automòbil i a 29 n'hi havia dos o més.

### Piràmide de població
La piràmide de població per edats i sexe el 2009 era:
| Homes | Edats   | Dones |
| ----- | ------- | ----- |
| 4     | 95 o +  | 0     |
| 4     | 90 a 94 | 8     |
| 12    | 85 a 89 | 24    |
| 20    | 80 a 84 | 16    |
| 20    | 75 a 79 | 48    |
| 44    | 70 a 74 | 56    |
| 92    | 65 a 69 | 76    |
| 104   | 60 a 64 | 100   |
| 104   | 55 a 59 | 132   |
| 132   | 50 a 54 | 148   |
| 136   | 45 a 49 | 128   |
| 96    | 40 a 44 | 108   |
| 108   | 35 a 39 | 104   |
| 96    | 30 a 34 | 116   |
| 88    | 25 a 29 | 84    |
| 56    | 20 a 24 | 76    |
| 121   | 15 a 19 | 56    |
| 120   | 10 a 14 | 68    |
| 96    | 5 a 9   | 88    |
| 84    | 0 a 4   | 56    |

## Economia
El 2007 la població en edat de treballar era de 91 persones, 57 eren actives i 34 eren inactives. De les 57 persones actives 50 estaven ocupades (28 homes i 22 dones) i 7 estaven aturades (5 homes i 2 dones). De les 34 persones inactives 15 estaven jubilades, 4 estaven estudiant i 15 estaven classificades com a «altres inactius».

### Ingressos
El 2009 a Maux hi havia 72 unitats fiscals que integraven 140 persones, la mediana anual d'ingressos fiscals per persona era de 13.246 €.

### Activitats econòmiques
Dels 8 establiments que hi havia el 2007, 1 era d'una empresa extractiva, 1 d'una empresa immobiliària, 2 d'empreses de serveis, 2 d'entitats de l'administració pública i 2 d'empreses classificades com a «altres activitats de serveis».
L'únic servei als particulars que hi havia el 2009 era una agència immobiliària.
L'any 2000 a Maux hi havia 20 explotacions agrícoles que ocupaven un total de 784 hectàrees.

## Poblacions més properes
El següent diagrama mostra les poblacions més properes.